# Denise Tonella
Denise Tonella (Airolo, 20 luglio 1979) è una storica e museologa svizzera, dal 1º aprile 2021 direttrice del Museo nazionale svizzero.

## Biografia
È nata ad Airolo il 20 luglio del 1979, figlia di contadini di montagna. Parla italiano, tedesco, francese, inglese, spagnolo e (conoscenze di base) ebraico.

### Formazione
Denise Tonella ha conseguito la maturità a Bellinzona nel 1998 e nel 2005 si è laureata all'Università di Basilea in storia medievale e moderna e antropologia culturale. Dal 2010 al 2014 si è specializzata in storytelling, drammaturgia, regia e direzione di produzione cinematografica in diverse scuole tra cui presso la Münchner Filmwerkstatt. Dal 2017 al 2019 ha seguito una formazione di speakeraggio presso il Centro Teatro attivo di Milano.

### Esperienza lavorativa
Dal 2006 al 2008 Tonella ha collaborato alla produzione di filmati di diploma presso l'Università delle Arti di Zurigo e parallelamente ha impartito lezioni di italiano. Nel 2008 è stata cofondatrice della società di produzione cinematografica Instantview e fino al 2013 è stata responsabile della direzione di produzione, regia e montaggio di numerosi progetti video. Dal 2010 al 2013 è stata collaboratrice scientifica e in seguito curatrice e responsabile di progetti espositivi presso il Museo nazionale svizzero fino al 2021.
Tra il 2017 e il 2019 è stata autrice di uno studio per il Canton Ticino e la città di Bellinzona sulla riqualificazione della Fortezza di Bellinzona, Patrimonio dell'umanità dell'UNESCO, e dal 2019 al 2020 ha svolto una perizia per una futura presentazione museale all'Hof zu Wil per conto della città sangallese di Wil.
Dal 2016 al 2022 Denise Tonella era membro del comitato di redazione della rivista Schweizerisches Archiv für Volkskunde/Archives suisses des traditions populaires. Dirige saltuariamente colloqui sulla trasmissione della storia nei musei presso diverse Università svizzere. Dal 2019 propone un modulo didattico all'Istituto di Storia dell’Arte e di Museologia dell'Università di Neuchâtel nell'ambito del CAS (Certificate of Advanced Studies), Promouvoir une institution culturelle.
La nomina di Tonella alla direzione del Museo nazionale svizzero è stata confermata dal Consiglio federale nel dicembre del 2020. L'airolese ha assunto ufficialmente la carica il 1º aprile 2021, subentrando ad Andreas Spillmann. Nella veste di direttrice, oltre al Museo nazionale di Zurigo, è responsabile anche del Castello di Prangins, presso Nyon, del Forum della storia svizzera a Svitto e del Centro delle collezioni di Affoltern am Albis.

## Pubblicazioni (estratto)
(Pubblicazioni di Denise Tonella nel catalogo Swisscovery della Piattaforma svizzera di servizi bibliotecari)
- Libertà a caro prezzo. Il destino di Lydia Welti-Escher, in Donne.Diritti. Dal secolo dei Lumi ai giorni nostri, Dresda, Sandstein, 2021,  pp. 37-41, ISBN 978-3-95498-600-2.
- Storia della Svizzera. Nuova mostra permanente al Museo nazionale di Zurigo (PDF), in Didactica Historica, n. 6, Neuchâtel, Éditions Alphil-Presses universitaires suisses, 2020,  pp. 165-171.
- Da subalterna a cittadina. Una carrellata sugli esordi delle legislazioni a tutela dei diritti femminili, in Donna. Gestione del Ticino, n. 82, maggio/giugno 2020,  pp. 28-29.
- (DE) Audiovisuelle Medien in Ausstellungen. Fragmente aus der aktuellen Museumspraxis, in Archivio svizzero del folclore, n. 2, Zurigo, Chronos, 2017,  pp. 95-106. (Su E-Periodica del Politecnico federale di Zurigo.)
- Editrice e coautrice del catalogo della mostra:  Europa nel Rinascimento. Metamorfosi 1400–1600, Berlino, Hatje Cantz, 2016, ISBN 978-3-77574072-2.[6]
- (FR) La bataille de Marignan vue de la Suisse ou le succès d'une défaite, in Annuaire Historique de Mulhouse, Mulhouse, 2015.
- con Erika Hebeisen, Rebecca Sanders,  Volti di una storia di guerra: 1515 Marignano, Zurigo, Museo nazionale svizzero, 2016, ISBN 978-3-90587538-6.